# Битва за Радушу (2001)
Битва за Радушу (макед. Битка за Радуша) — серия вооруженных столкновений между силами безопасности Македонии и албанскими повстанцами НОА в районе деревни Радуша, недалеко от границы с Косово. Первые столкновения произошли в конце июня, а основное бои проходили в середине августа 2001 года.
Главное наступление албанских повстанцев началось рано утром 10 августа 2001 года, когда они атаковали полицейский участок в Радуше. На тот момент в деревне находилась группа из тридцати полицейских. Это нападение было совершено членами Корпуса защиты Косово, которые в течение ночи со стороны Кривеника на косовской территории перебрались в Радушу при поддержке местных повстанческих формирований.

## Ход событий

### 20 июня
Столкновение 20 июня является первым вооруженным инцидентом в боевых действиях в Радуши. Инцидент произошёл, когда четверо полицейских во время полевого патрулирования столкнулись с 40 повстанцами у подножия горы Зеден. Полиция немедленно открыла огонь по членам НОА. Согласно данным от МВД Македонии, один повстанец был убит и ещё один ранен.
Албанские повстанцы ответили ответным огнём, под натиском которого полицейский патруль отступил и вызвал авиаподдержку. В 19 часов, после налёта македонских вертолётов, повстанцы вынуждены были отступить.
Вскоре в месте, где произошло столкновение, было обнаружено несколько палаток. Согласно выводам полиции, здесь находился тренировочный лагерь.

### 23 июня
23 июня возле деревни, полицейские, проводившие свой очередной патруль, подверглись нападению членов НОА. Полицейский патруль возглавлял командир полицейского участка в Радуши Ако Стояновский. Повстанцы бросили в сторону автомобиля МВД РМ две гранаты. Полицейским удалось выжить. Командир Стояновский смог дать отпор повстанцам, а также увести двух своих раненных коллег в укрытие. Вскоре всех троих эвакуировали с места происшествия.

### 10 августа
Ранним утром 10 августа 2001 года начинается наступление НОА с территории Косово, направленное в район Радуши. Первые боевые действия начались в 20:00 с минометного обстрела полицейского участка. В это время на станции только один взвод из тридцати пяти полицейских. В то же время позиции атакованы и позиции АРМ. Перестрелка продолжалась до 2 часов ночи. Час спустя повстанцы начинают новую атаку, которая длится до 8 часов утра, которая вновь отражена сотрудниками сил безопасности. Во время нападения один военнослужащий получил ранения.
Согласно информации Управления безопасности и разведки Македонии[уточнить], нападение было совершено 600—700 членами Корпуса защиты Косово.

### 11 августа
Утром 11 августа 2001 года спецподразделение «Тигар» было отправлено в Радушский район. Перед бойцами стояла задача прорваться через полицейский участок и, следовательно, вытащить находящееся в окружении полицейских, но из-за сильного огня они не выполнили поставленную задачу.
Вскоре отряд из двухсот повстанцев атакует пограничную сторожевую башню, расположенную между сёлами Кучково и Радуша. Параллельно повстанцы предпринимают новую попытку взять полицейский участок, однако она, как и две предыдущие, провалилась. К 13 августа МВД и ВСМ удалось полностью очистить район деревни от албанских повстанцев.